# Бригада мучеников Идлиба
Брига́да му́чеников И́длиба (араб. لواء شهداء إدلب‎; ранее — Сири́йская освободи́тельная а́рмия) — вооружённая повстанческая группировка, действующая против правительственных войск Башара Асада в провинции Идлиб (Сирия). С июня 2012 года носит нынешнее название. Является подразделением «Свободной сирийской армии» (ССА) и представляет собой объединение местных антиправительственных формирований. Группировка состоит в основном из сирийцев, присоединившихся к восстанию против режима Башара Асада.
Группировка действует преимущественно на территории провинции Идлиб, откуда её члены давно пытаются вытеснить правительственные войска. Их положение осложняется нехваткой оружия и боеприпасов — из-за этого они не могут часто совершать вылазки против сирийских силовиков, а новобранцы не желают вступать в их ряды из-за отсутствия снаряжения. Зачастую боевики не вступают в открытое противостояние с правительственной армией, а ведут террористическую деятельность, устраивая взрывы на дорогах с помощью самодельной взрывчатки.
Главарь боевиков — Басиль Эйсса был ликвидирован 5 ноября 2012 года в результате авиаудара сирийских ВВС.